# Wałęsa. Człowiek z nadziei

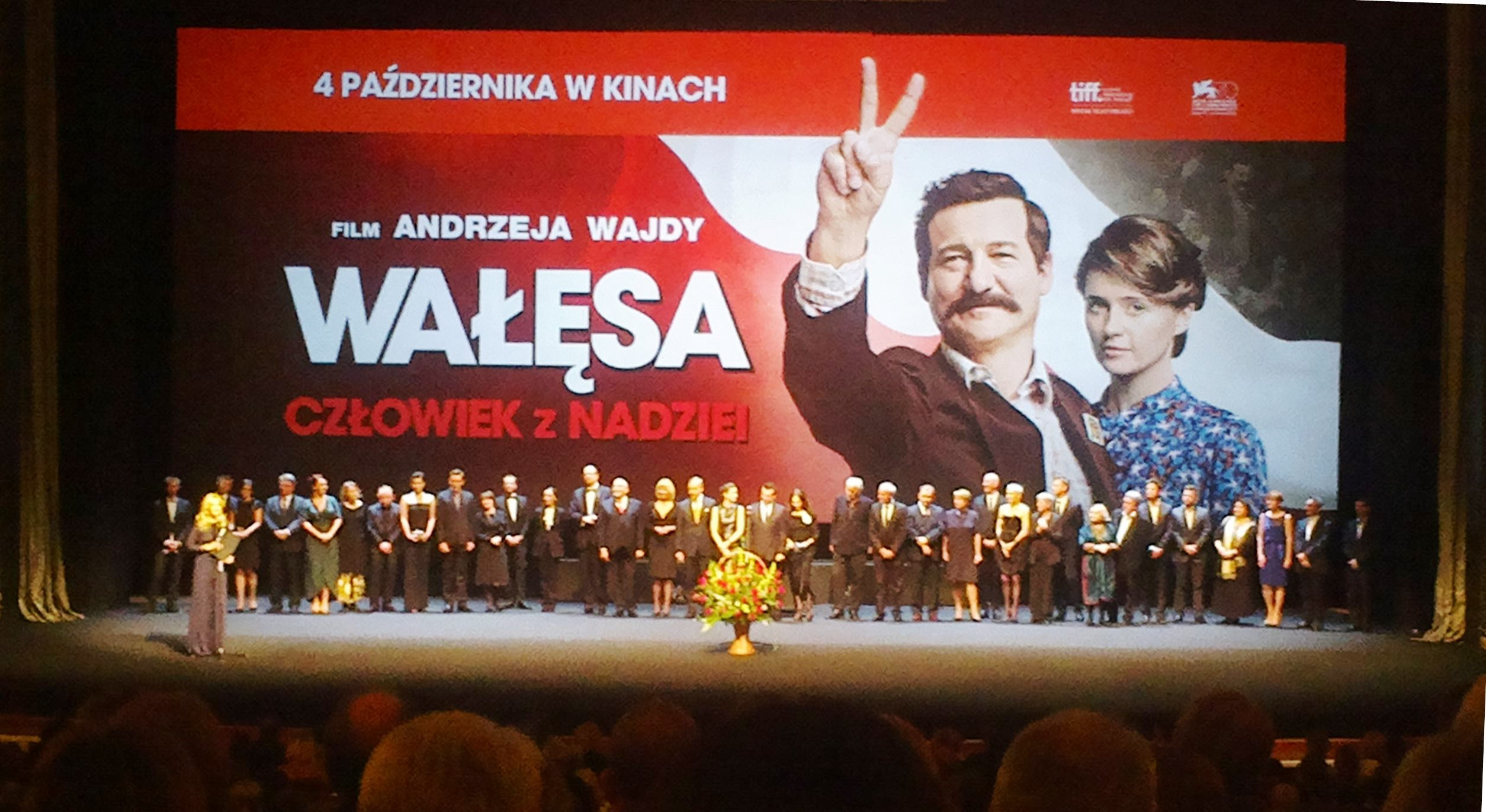
Wałęsa. Człowiek z nadziei bei der polnischen Filmpremiere am 21. September 2013 im Teatr Wielki in Warschau

Wałęsa. Człowiek z nadziei (deutsch: „Wałęsa. Der Mann aus Hoffnung“) ist ein polnischer biografischer Film des Regisseurs Andrzej Wajda über das Leben von Lech Wałęsa, der Solidarność-Anführer und Präsident Polens war. Der Film aus dem Jahre 2013 schließt Wajdas Film-Triptychon über den Kampf eines Mannes gegen das totalitäre kommunistische System nach Der Mann aus Marmor (1976) und Der Mann aus Eisen (1981).

## Handlung
Lech Wałęsa, ein Elektriker der Lenin-Werft in Danzig, nahm 1970 an den Demonstrationen in Danzig teil. Während er die blutige Niederschlagung der Proteste in Erinnerung behält, konzentriert er sich auf seine alltäglichen Pflichten. Zehn Jahre später finden erneute Streiks in der Danziger Werft statt und er wird ein unerwarteter, charismatischer Führer der streikenden Werftarbeiter. Das ist der Beginn einer neuen Bürgerbewegung, die dem kommunistischen Regime erfolgreich standhält. Wałęsa wird in die Rolle gedrängt, das arbeitende Volk Polens zu repräsentieren. Die Sowjetunion, bisher als zu furchteinflößend geltend, als dass man ihre Politik kritisierte, hatte sich ins eigene Fleisch geschnitten. Die Polen exempluieren mit der Solidarność-Bewegung, dass man sich nur etwas trauen muss, um dem totalitären Regime des Kommunismus etwas entgegenzusetzen. Damit lösten sie Hoffnungen überall in den Ostblockstaaten aus und verursachten einen Dominoeffekt. Die Bürger der DDR z. B. folgten dem polnischen Beispiel und begannen mit den Montagsdemonstrationen 1989/90 und erreichten die Deutsche Wiedervereinigung durch die Wende und friedliche Revolution in der DDR. Die Sowjetunion löst sich auf, genauso wie der sozialistische Vielvölkerstaat Jugoslawien. Während Europa wieder umgestaltet wird, bleibt das neue Polen nach 1989 stabil und friedlich. Trotzdem entwickelt sich im polnischen Parlament eine gewaltige Zahl an Parteien, was Polen an den Rand der Unregierbarkeit brachte, wie Deutschland einst in der späten Weimarer Republik. Lech Wałęsa nahm des Volkes Bitte an, sich als Präsidentschaftskandidat zur Verfügung zu stellen und wurde mehrheitlich zum Präsidenten des neuen, demokratischen Polens gewählt. Doch nun glaubt das Volk, dass Wałęsas Bildungsstand für das Amt nicht ausreiche.
Die von solchen Gedanken Getriebenen suchen nun nach Wegen ihn abzusetzen, bis sie schließlich so tief im Leben Wałęsas wühlen, dass sie zweifelhafte Entscheidungen finden, die Wałęsa einst während seiner Zeit als Elektriker traf, als er infolge hoher Erwartungen seines Volkes ihm gegenüber sich um alle Hoffnungen sorgte und zeitweise daran zerbrach.

## Hintergründe
Im April 2011 berichtete Andrzej Wajda The Guardian, er beabsichtige einen Film zu machen, der Lech Wałęsa in ein neues Licht rücken würde. Der Drehbuchautor Janusz Głowacki wurde zitiert mit The film is not just going to be romanticism. There will be irony, too. Don’t worry. Später erklärte Wajda in einer Pressekonferenz, der Nobelpreisträger und polnische Ex-Präsident Wałęsa hätte sein Projekt einfach stillschweigend hingenommen. Er erklärte auch, dass er die Dreharbeiten zu diesem Film als schwierigste Herausforderung seiner bisherigen Karriere empfand. Dabei konnte Wajda nicht anders, als den berühmten Slogan seines Freundes Lech Wałęsa zu zitieren: Nie chcę, ale muszę (Ich möchte nicht, ich muss).

## Auszeichnungen
Bei der Oscarverleihung 2014 wurde der Film als polnischer Beitrag für den Preis als Best Foreign Language Film eingereicht, erhielt jedoch keine Nominierung.
- Polnisches Filmfestival der USA in Chicago 2013: Publikumspreis, „Srebrny Hugo“
- Bilet, Nagroda Stowarzyszenia „Kina Polskie“ 2013 – Złoty Bilet
- Polnisches Filmfestival 2014: Nominierung in den Kategorien Beste Szenografie, Bestes Kostüm, Bester Schnitt, Beste Hauptdarstellerin, Bester Hauptdarsteller